# 7Senses
7Senses, ou frequentemente estilizado como Sen7es ou 7SENSES, é uma subunidade do girl group SNH48. O 7SENSES estreou no 24º ERC Chinese Top Ten Awards em 27 de março de 2017 em Shanghai, China, com a nova música “Girl Crush” e sua estreia em 7 de abril de 2017 na Mixing Room, Shanghai. 7SENSES é a primeira unidade global do SNH48. O 7SENSES é composto pelas integrantes Zhao Yue (Akira), Dai Meng (Diamond), Xu Yang Yuzhuo (Eliwa), Xu Jiaqi (Kiki), Chen Lin (Lynn) e Zhang Yuge (Tako). Kong Xiaoyin (Bee) deixou o grupo em março de 2021.
Elas foram treinados por uma equipe internacional de profissionais e as integrantes passaram por treinamento adicional na Coréia do Sul, absorvendo e aprendendo com o sistema de idols coreanos. O 7SENSES apresenta uma imagem completamente diferente, demonstrando um estilo hip-hop legal e feroz. O número 7 significa perfeição, sorte e infinitas possibilidades no palco.
Elas iniciaram seu primeiro programa de realidade intitulado "Lucky Seven Baby" em 2 de maio de 2017. A segunda temporada foi lançada em 18 de dezembro de 2017. A terceira temporada foi lançada em 20 de dezembro de 2018. A quarta temporada foi lançada em 8 de novembro de 2019.

## Integrantes
| Nome Artístico | Nome de nascimento | Mandarim | Data de nascimento               | Local de nascimento  | Sentido | Posição            |
| -------------- | ------------------ | -------- | -------------------------------- | -------------------- | ------- | ------------------ |
| Bee            | Kong Xiaoyin       | 孔肖吟   | 4 de novembro de 1992 (32 anos)  | Shenyang, Liaoning   | Audição | Vocalista          |
| Diamond        | Dai Meng           | 戴萌     | 8 de fevereiro de 1993 (32 anos) | Shanghai             | Tato    | Vocalista          |
| Akira          | Zhao Yue           | 赵粤     | 29 de abril de 1995 (29 anos)    | Wuhan, Hubei         | Paladar | Dançarina          |
| Kiki           | Xu Jiaqi           | 许佳琪   | 27 de agosto de 1995 (29 anos)   | Taizhou, Zhejiang    | Olfato  | Dançarina e Rapper |
| Eliwa          | Xu Yang YuZhuo     | 许杨玉琢 | 25 de setembro de 1995 (29 anos) | Yueyang, Hunan       | Tempo   | Rapper e Vocalista |
| Tako           | Zhang Yuge         | 张语格   | 11 de maio de 1996 (28 anos)     | Harbin, Heilongjiang | Alma    | Dançarina          |
| Lynn           | Chen Lin           | 陈琳     | 23 de julho de 1998 (26 anos)    | Shanghai             | Visão   | Vocalista          |

### Ex-integrantes
| Nome Artístico | Nome de nascimento | Mandarim | Data de nascimento              | Local de nascimento | Sentido | Posição   |
| -------------- | ------------------ | -------- | ------------------------------- | ------------------- | ------- | --------- |
| Bee            | Kong Xiaoyin       | 孔肖吟   | 4 de novembro de 1992 (32 anos) | Shenyang, Liaoning  | Audição | Vocalista |

## Discografia

### EPs
| Título            | Detalhes |
| ----------------- | --- |
| Seven Sen7es      | - Lançamento: 7 de abril de 2017 - Gravadora: Star 48 Culture Media, Ocean Butterflies International - Formato: CD, download digital Track listing 1. 7Senses (第七感) 2. Girl Crush (觉醒) 3. Bee With U (在你身边) 4. Moonlight (月光) 5. Heart Beat (心跳)                 |
| Chapter: Blooming | - Lançamento: 20 de novembro de 2017 - Gravadora: Star 48 Culture Media, Ocean Butterflies International - Formato: CD, download digital Track listing 1. 我只在乎你 (Wo Shi Zaihu Ni) 2. Like a Diamond (闪耀) 3. Kiki's Secret (秘密) 4. I Wanna Play 5. Lollipop (棒棒糖)  |
| Swan (天鵝)       | - Lançamento: 12 de dezembro de 2018 - Gravadora: Star 48 Culture Media, Ocean Butterflies International - Formato: CD, download digital Track listing 1. Swan (天鵝) 2. 7 ‘O’ CLOCK (七点整) 3. OMG (偶买噶) 4. China Town (唐人街) 5. 第七感（7SENSES）REMIX                |
| New Plan          | - Lançamento: 4 de novembro de 2019 - Gravadora: Star 48 Culture Media, Ocean Butterflies International - Formato: CD, download digital Track listing 1. New Plan (Look at Me) 2. Who Is Your Girl 3. New Plan (Look at Me) (Korean ver.) 4. Who Is Your Girl (Japanese ver.) |

### Singles
| Título           | Data de lançamento | EP                |
| ---------------- | ------------------ | ----------------- |
| "Girl Crush"     | 2017.04.07         | Seven Sen7es      |
| "7Senses"        | 2017.04.07         | Seven Sen7es      |
| "Like a Diamond" | 2017.11.20         | Chapter: Blooming |
| "Swan"           | 2018.12.21         | Swan              |

## Videografia
| Ano  | Título           | Diretor(es)  |
| ---- | ---------------- | ------------ |
| 2017 | "7SENSES"        | ZanyBros     |
| 2017 | "Girl Crush"     | ZanyBros     |
| 2017 | "Like a Diamond" | Desconhecido |
| 2018 | "Kiki's Secret"  | Desconhecido |
| 2018 | "Moonlight"      | Desconhecido |

## Prêmios e indicações
| Ano  | Premiação                    | Categoria                | Trabalho nomeado | Resultado |
| ---- | ---------------------------- | ------------------------ | ---------------- | --------- |
| 2017 | Asia Artist Awards           | Best Star Award          |                  | Venceu    |
| 2018 | Soribada Best K-Music Awards | Global Entertainer Award |                  | Venceu    |